# Campionato europeo femminile di pallavolo 2009
Il campionato europeo femminile di pallavolo 2009 si è svolto dal 25 settembre al 4 ottobre 2009 a Breslavia, Bydgoszcz, Katowice e Łódź, in Polonia: al torneo hanno partecipato sedici squadre nazionali europee e la vittoria finale è andata per la seconda volta consecutiva all'Italia.

## Qualificazioni
Al torneo hanno partecipato: la nazionale del paese organizzatore, le prime sei nazionali classificate al campionato europeo 2007 (in questo caso si è qualificata la settima classificata in quanto la Polonia, quarta nella precedente edizione, è già qualificata come paese organizzatore) e nove nazionali qualificate tramite il torneo di qualificazione.

## Impianti
|                                                                            |                                                                        |                                                               |
|                                                                            |                                                                        |                                                               |
| Sala del Centenario Città: Breslavia Capienza: 6 000 Anno d'apertura: 1911 | Hala Łuczniczka Città: Bydgoszcz Capienza: 8 000 Anno d'apertura: 2002 | Spodek Città: Katowice Capienza: 11 500 Anno d'apertura: 1971 |
|                                                                            |                                                                        |                                                               |
| Atlas Arena Città: Łódź Capienza: 13 400 Anno d'apertura: 2009             |                                                                        |                                                               |

## Regolamento

### Formula
Le squadre hanno disputato una prima fase a gironi con formula del girone all'italiana: al termine della prima fase, le prime tre classificate di ogni girone hanno acceduto alla seconda fase a gironi con formula del girone all'italiana (ogni squadra ha conservato risultati e punti in classifica conquistati negli scontri diretti durante la prima fase). Al termine della seconda fase, le prime due classificate di ogni girone hanno acceduto alla fase finale strutturata in semifinali, finale per il terzo posto e finale.

### Criteri di classifica
Sono stati assegnati 2 punti alla squadra vincente e 1 a quella sconfitta.
L'ordine del posizionamento in classifica è stato definito in base a:
- Punti;
- Ratio dei set vinti/persi;
- Ratio dei punti realizzati/subiti;
- Risultati degli scontri diretti.

## Squadre partecipanti
| Squadra     | Qualificazione                            | Ultima partecipazione       |
| ----------- | ----------------------------------------- | --------------------------- |
| Azerbaigian | Spareggio al torneo di qualificazione     | / Lussemburgo e Belgio 2007 |
| Belgio      | 7ª al campionato europeo 2007             | / Lussemburgo e Belgio 2007 |
| Bielorussia | Spareggio al torneo di qualificazione     | / Lussemburgo e Belgio 2007 |
| Bulgaria    | 1ª al torneo di qualificazione (girone E) | / Lussemburgo e Belgio 2007 |
| Croazia     | Spareggio al torneo di qualificazione     | / Lussemburgo e Belgio 2007 |
| Francia     | 1ª al torneo di qualificazione (girone D) | / Lussemburgo e Belgio 2007 |
| Germania    | 6ª al campionato europeo 2007             | / Lussemburgo e Belgio 2007 |
| Italia      | 1ª al campionato europeo 2007             | / Lussemburgo e Belgio 2007 |
| Paesi Bassi | 5ª al campionato europeo 2007             | / Lussemburgo e Belgio 2007 |
| Polonia     | Paese organizzatore                       | / Lussemburgo e Belgio 2007 |
| Rep. Ceca   | 1ª al torneo di qualificazione (girone B) | / Lussemburgo e Belgio 2007 |
| Russia      | 3ª al campionato europeo 2007             | / Lussemburgo e Belgio 2007 |
| Serbia      | 2ª al campionato europeo 2007             | / Lussemburgo e Belgio 2007 |
| Slovacchia  | 1ª al torneo di qualificazione (girone A) | / Lussemburgo e Belgio 2007 |
| Spagna      | 1ª al torneo di qualificazione (girone C) | / Lussemburgo e Belgio 2007 |
| Turchia     | 1ª al torneo di qualificazione (girone F) | / Lussemburgo e Belgio 2007 |

## Torneo

### Prima fase
I gironi sono stati sorteggiati il 17 settembre 2008 a Łódź.
| Girone A    | Girone B | Girone C    | Girone D    |
| ----------- | -------- | ----------- | ----------- |
| Croazia     | Francia  | Belgio      | Azerbaigian |
| Polonia     | Germania | Bielorussia | Rep. Ceca   |
| Paesi Bassi | Italia   | Bulgaria    | Serbia      |
| Spagna      | Turchia  | Russia      | Slovacchia  |

#### Girone A

##### Risultati
| 25 settembre 2009 Atlas Arena, Łódź Durata: 1h:08 - Spettatori: 8 000  | Paesi Bassi | 3 - 0 | Croazia     | 25-11, 25-18, 25-12               |
| 25 settembre 2009 Atlas Arena, Łódź Durata: 1h:59 - Spettatori: 12 500 | Spagna      | 2 - 3 | Polonia     | 15-25, 20-25, 25-19, 25-23, 11-15 |
| 26 settembre 2009 Atlas Arena, Łódź Durata: 1h:11 - Spettatori: 12 800 | Polonia     | 3 - 0 | Croazia     | 25-18, 25-13, 25-16               |
| 26 settembre 2009 Atlas Arena, Łódź Durata: 1h:08 - Spettatori: 8 300  | Spagna      | 0 - 3 | Paesi Bassi | 17-25, 13-25, 15-25               |
| 27 settembre 2009 Atlas Arena, Łódź Durata: 1h:11 - Spettatori: 13 200 | Polonia     | 0 - 3 | Paesi Bassi | 18-25, 13-25, 23-25               |
| 27 settembre 2009 Atlas Arena, Łódź Durata: 2h:09 - Spettatori: 3 200  | Croazia     | 2 - 3 | Spagna      | 25-15, 22-25, 15-25, 25-22, 13-15 |

##### Classifica
| Pos. | Squadra     | Pt | G | V | P | SV | SP | Ratio | PF  | PS  | Ratio |
| ---- | ----------- | -- | - | - | - | -- | -- | ----- | --- | --- | ----- |
| 1.   | Paesi Bassi | 6  | 3 | 3 | 0 | 9  | 0  | MAX   | 225 | 140 | 1,607 |
| 2.   | Polonia     | 5  | 3 | 2 | 1 | 6  | 5  | 1,200 | 236 | 218 | 1,083 |
| 3.   | Spagna      | 4  | 3 | 1 | 2 | 5  | 8  | 0,625 | 243 | 282 | 0,862 |
| 4.   | Croazia     | 3  | 3 | 0 | 3 | 2  | 9  | 0,222 | 188 | 252 | 0,746 |

      Qualificata alla seconda fase.

#### Girone B

##### Risultati
| 25 settembre 2009 Sala del Centenario, Breslavia Durata: 1h:12 - Spettatori: 2 500 | Turchia  | 3 - 0 | Francia  | 25-22, 25-9, 25-15               |
| 25 settembre 2009 Sala del Centenario, Breslavia Durata: 1h:18 - Spettatori: 3 200 | Italia   | 3 - 0 | Germania | 25-15, 25-22, 25-22              |
| 26 settembre 2009 Sala del Centenario, Breslavia Durata: 1h:05 - Spettatori: 4 480 | Italia   | 3 - 0 | Turchia  | 25-20, 25-16, 25-14              |
| 26 settembre 2009 Sala del Centenario, Breslavia Durata: 1h:54 - Spettatori: 3 820 | Germania | 3 - 1 | Francia  | 25-19, 25-17, 19-25, 28-26       |
| 27 settembre 2009 Sala del Centenario, Breslavia Durata: 1h:39 - Spettatori: 4 360 | Francia  | 1 - 3 | Italia   | 22-25, 22-25, 25-23, 15-25       |
| 27 settembre 2009 Sala del Centenario, Breslavia Durata: 2h:04 - Spettatori: 3 640 | Germania | 3 - 2 | Turchia  | 25-23, 23-25, 18-25, 25-21, 15-9 |

##### Classifica
| Pos. | Squadra  | Pt | G | V | P | SV | SP | Ratio | PF  | PS  | Ratio |
| ---- | -------- | -- | - | - | - | -- | -- | ----- | --- | --- | ----- |
| 1.   | Italia   | 6  | 3 | 3 | 0 | 9  | 1  | 9,000 | 248 | 193 | 1,285 |
| 2.   | Germania | 5  | 3 | 2 | 1 | 6  | 6  | 1,000 | 262 | 265 | 0,989 |
| 3.   | Turchia  | 4  | 3 | 1 | 2 | 5  | 6  | 0,833 | 228 | 227 | 1,004 |
| 4.   | Francia  | 3  | 3 | 0 | 3 | 2  | 9  | 0,222 | 217 | 270 | 0,804 |

      Qualificata alla seconda fase.

#### Girone C

##### Risultati
| 25 settembre 2009 Hala Łuczniczka, Bydgoszcz Durata: 1h:47 - Spettatori: 2 400 | Belgio      | 3 - 1 | Bielorussia | 26-28, 25-20, 27-25, 25-22       |
| 25 settembre 2009 Hala Łuczniczka, Bydgoszcz Durata: 1h:07 - Spettatori: 1 300 | Bulgaria    | 0 - 3 | Russia      | 19-25, 9-25, 14-25               |
| 26 settembre 2009 Hala Łuczniczka, Bydgoszcz Durata: 1h:52 - Spettatori: 1 200 | Bulgaria    | 3 - 2 | Belgio      | 24-26, 25-22, 17-25, 25-21, 15-6 |
| 26 settembre 2009 Hala Łuczniczka, Bydgoszcz Durata: 1h:04 - Spettatori: 1 200 | Russia      | 3 - 0 | Bielorussia | 25-19, 25-12, 25-15              |
| 27 settembre 2009 Hala Łuczniczka, Bydgoszcz Durata: 1h:42 - Spettatori: 1 600 | Bielorussia | 1 - 3 | Bulgaria    | 25-17, 20-25, 11-25, 20-25       |
| 27 settembre 2009 Hala Łuczniczka, Bydgoszcz Durata: 1h:45 - Spettatori: 1 300 | Russia      | 3 - 2 | Belgio      | 25-13, 18-25, 20-25, 25-18, 15-9 |

##### Classifica
| Pos. | Squadra     | Pt | G | V | P | SV | SP | Ratio | PF  | PS  | Ratio |
| ---- | ----------- | -- | - | - | - | -- | -- | ----- | --- | --- | ----- |
| 1.   | Russia      | 6  | 3 | 3 | 0 | 9  | 2  | 4,500 | 253 | 178 | 1,421 |
| 2.   | Bulgaria    | 5  | 3 | 2 | 1 | 6  | 6  | 1,000 | 240 | 251 | 0,956 |
| 3.   | Belgio      | 4  | 3 | 1 | 2 | 7  | 7  | 1,000 | 293 | 304 | 0,964 |
| 4.   | Bielorussia | 3  | 3 | 0 | 3 | 2  | 9  | 0,222 | 217 | 270 | 0,804 |

      Qualificata alla seconda fase.

#### Girone D

##### Risultati
| 25 settembre 2009 Spodek, Katowice Durata: 1h:12 - Spettatori: 1 500 | Azerbaigian | 0 - 3 | Serbia      | 12-25, 21-25, 19-25               |
| 25 settembre 2009 Spodek, Katowice Durata: 1h:57 - Spettatori: 3 500 | Slovacchia  | 3 - 2 | Rep. Ceca   | 25-21, 17-25, 19-25, 25-23, 15-13 |
| 26 settembre 2009 Spodek, Katowice Durata: 1h:49 - Spettatori: 2 550 | Slovacchia  | 2 - 3 | Azerbaigian | 13-25, 25-19, 18-25, 25-22, 12-15 |
| 26 settembre 2009 Spodek, Katowice Durata: 1h:13 - Spettatori: 3 800 | Rep. Ceca   | 0 - 3 | Serbia      | 19-25, 21-25, 18-25               |
| 27 settembre 2009 Spodek, Katowice Durata: 1h:12 - Spettatori: 3 000 | Serbia      | 3 - 0 | Slovacchia  | 25-19, 25-15, 25-16               |
| 27 settembre 2009 Spodek, Katowice Durata: 2h:04 - Spettatori: 3 000 | Rep. Ceca   | 3 - 2 | Azerbaigian | 21-25, 18-25, 25-23, 25-20, 15-13 |

##### Classifica
| Pos. | Squadra     | Pt | G | V | P | SV | SP | Ratio | PF  | PS  | Ratio |
| ---- | ----------- | -- | - | - | - | -- | -- | ----- | --- | --- | ----- |
| 1.   | Serbia      | 6  | 3 | 3 | 0 | 9  | 0  | MAX   | 225 | 160 | 1,406 |
| 2.   | Azerbaigian | 4  | 3 | 1 | 2 | 5  | 8  | 0,625 | 264 | 272 | 0,971 |
| 3.   | Rep. Ceca   | 4  | 3 | 1 | 2 | 5  | 8  | 0,625 | 269 | 282 | 0,954 |
| 4.   | Slovacchia  | 4  | 3 | 1 | 2 | 5  | 8  | 0,625 | 244 | 288 | 0,847 |

      Qualificata alla seconda fase.

### Seconda fase

#### Girone E

##### Risultati
| 29 settembre 2009 Atlas Arena, Łódź Durata: 1h:43 - Spettatori: 900    | Spagna      | 1 - 3 | Russia      | 21-25, 24-26, 25-19, 20-25        |
| 29 settembre 2009 Atlas Arena, Łódź Durata: 1h:11 - Spettatori: 3 300  | Paesi Bassi | 3 - 0 | Bulgaria    | 25-19, 25-20, 25-18               |
| 29 settembre 2009 Atlas Arena, Łódź Durata: 1h:32 - Spettatori: 7 800  | Polonia     | 3 - 1 | Belgio      | 25-16, 21-25, 25-19, 25-12        |
| 30 settembre 2009 Atlas Arena, Łódź Durata: 1h:42 - Spettatori: 1 960  | Bulgaria    | 3 - 1 | Spagna      | 25-20, 25-16, 21-25, 25-18        |
| 30 settembre 2009 Atlas Arena, Łódź Durata: 1h:47 - Spettatori: 10 800 | Russia      | 1 - 3 | Polonia     | 26-24, 22-25, 22-25, 22-25        |
| 30 settembre 2009 Atlas Arena, Łódź Durata: 1h:09 - Spettatori: 2 000  | Belgio      | 0 - 3 | Paesi Bassi | 17-25, 19-25, 20-25               |
| 1º ottobre 2009 Atlas Arena, Łódź Durata: 2h:00 - Spettatori: 1 850    | Spagna      | 3 - 2 | Belgio      | 23-25, 25-19, 21-25, 25-23, 15-13 |
| 1º ottobre 2009 Atlas Arena, Łódź Durata: 2h:00 - Spettatori: 9 000    | Paesi Bassi | 3 - 2 | Russia      | 25-19, 19-25, 23-25, 25-19, 15-12 |
| 1º ottobre 2009 Atlas Arena, Łódź Durata: 1h:47 - Spettatori: 13 500   | Polonia     | 3 - 1 | Bulgaria    | 18-25, 25-20, 25-21, 25-23        |

##### Classifica
| Pos. | Squadra     | Pt | G | V | P | SV | SP | Ratio | PF  | PS  | Ratio |
| ---- | ----------- | -- | - | - | - | -- | -- | ----- | --- | --- | ----- |
| 1.   | Paesi Bassi | 10 | 5 | 5 | 0 | 15 | 2  | 7,500 | 407 | 312 | 1,304 |
| 2.   | Polonia     | 9  | 5 | 4 | 1 | 12 | 8  | 1,500 | 449 | 424 | 1,059 |
| 3.   | Russia      | 8  | 5 | 3 | 2 | 12 | 9  | 1,333 | 465 | 428 | 1,086 |
| 4.   | Bulgaria    | 7  | 5 | 2 | 3 | 7  | 12 | 0,583 | 390 | 422 | 0,924 |
| 5.   | Spagna      | 6  | 5 | 1 | 4 | 7  | 14 | 0,500 | 419 | 478 | 0,877 |
| 6.   | Belgio      | 5  | 5 | 0 | 5 | 7  | 15 | 0,467 | 423 | 489 | 0,865 |

      Qualificata alla semifinali.

#### Girone F

##### Risultati
| 29 settembre 2009 Spodek, Katowice Durata: 1h:16 - Spettatori: 1 700 | Italia      | 3 - 0 | Azerbaigian | 29-27, 25-23, 25-13             |
| 29 settembre 2009 Spodek, Katowice Durata: 1h:21 - Spettatori: 2 100 | Germania    | 3 - 0 | Rep. Ceca   | 28-26, 25-12, 25-15             |
| 29 settembre 2009 Spodek, Katowice Durata: 1h:42 - Spettatori: 2 500 | Turchia     | 3 - 1 | Serbia      | 24-26, 25-16, 25-23, 25-19      |
| 30 settembre 2009 Spodek, Katowice Durata: 1h:04 - Spettatori: 2 500 | Rep. Ceca   | 0 - 3 | Italia      | 16-25, 20-25, 23-25             |
| 30 settembre 2009 Spodek, Katowice Durata: 2h:04 - Spettatori: 4 800 | Serbia      | 2 - 3 | Germania    | 9-25, 25-23, 27-25, 17-25, 8-15 |
| 30 settembre 2009 Spodek, Katowice Durata: 1h:34 - Spettatori: 2 000 | Azerbaigian | 1 - 3 | Turchia     | 23-25, 19-25, 25-17, 17-25      |
| 1º ottobre 2009 Spodek, Katowice Durata: 1h:09 - Spettatori: 4 100   | Italia      | 3 - 0 | Serbia      | 25-19, 25-18, 25-22             |
| 1º ottobre 2009 Spodek, Katowice Durata: 1h:15 - Spettatori: 4 800   | Germania    | 3 - 0 | Azerbaigian | 25-17, 25-13, 25-12             |
| 1º ottobre 2009 Spodek, Katowice Durata: 1h:16 - Spettatori: 2 500   | Turchia     | 3 - 0 | Rep. Ceca   | 25-16, 25-20, 25-23             |

##### Classifica
| Pos. | Squadra     | Pt | G | V | P | SV | SP | Ratio | PF  | PS  | Ratio |
| ---- | ----------- | -- | - | - | - | -- | -- | ----- | --- | --- | ----- |
| 1.   | Italia      | 10 | 5 | 5 | 0 | 15 | 0  | MAX   | 379 | 290 | 1,307 |
| 2.   | Germania    | 9  | 5 | 4 | 1 | 12 | 7  | 1,714 | 431 | 359 | 1,201 |
| 3.   | Turchia     | 8  | 5 | 3 | 2 | 11 | 8  | 1,375 | 419 | 408 | 1,027 |
| 4.   | Serbia      | 7  | 5 | 2 | 3 | 9  | 9  | 1,000 | 379 | 397 | 0,955 |
| 5.   | Rep. Ceca   | 6  | 5 | 1 | 4 | 3  | 14 | 0,214 | 333 | 409 | 0,814 |
| 6.   | Azerbaigian | 5  | 5 | 0 | 5 | 3  | 15 | 0,200 | 347 | 425 | 0,816 |

      Qualificata alla semifinali.

### Fase finale
|  | Semifinali | Semifinali  | Semifinali |                 |    | Finale      | Finale   | Finale |
|  |            |             |            |                 |    |             |          |        |
|  | 1E         | Paesi Bassi | 3          |                 |    |             |          |        |
|  | 1E         | Paesi Bassi | 3          |                 |    |             |          |        |
|  | 2E         | Polonia     | 1          |                 |    |             |          |        |
|  | 2E         | Polonia     | 1          |                 | 1E | Paesi Bassi | 0        |        |
|  |            |             |            |                 | 1E | Paesi Bassi | 0        |        |
|  |            |             |            |                 |    | 1F          | Italia   | 3      |
|  | 1F         | Italia      | 3          |                 |    | 1F          | Italia   | 3      |
|  | 1F         | Italia      | 3          |                 |    |             |          |        |
|  | 2F         | Germania    | 1          |                 |    |             |          |        |
|  | 2F         | Germania    | 1          | Finale 3° posto |    |             |          |        |
|  |            |             |            |                 |    |             |          |        |
|  |            |             |            |                 |    | 2E          | Polonia  | 3      |
|  |            |             |            |                 |    | 2E          | Polonia  | 3      |
|  |            |             |            |                 |    | 2F          | Germania | 0      |

#### Semifinali
| 3 ottobre 2009 Atlas Arena, Łódź Durata: 1h:34 - Spettatori: 13 500 | Paesi Bassi | 3 - 1 | Polonia  | 25-11, 25-15, 20-25, 25-20 |
| 3 ottobre 2009 Atlas Arena, Łódź Durata: 1h:35 - Spettatori: 11 800 | Italia      | 3 - 1 | Germania | 25-10, 22-25, 25-12, 25-22 |

#### Finale 3º posto
| 4 ottobre 2009 Atlas Arena, Łódź Durata: 1h:23 - Spettatori: 13 500 | Polonia | 3 - 0 | Germania | 25-16, 25-19, 25-23 |

#### Finale
| 4 ottobre 2009 Atlas Arena, Łódź Durata: 1h:06 - Spettatori: 13 100 | Paesi Bassi | 0 - 3 | Italia | 16-25, 19-25, 20-25 |

## Classifica finale
| Pos     | Squadra     | Rosa |
| ------- | ----------- | --- |
| Oro     | Italia      | Formazione: 4 Crisanti, 5 Rondon, 6 Merlo, 8 Barazza, 9 Secolo, 10 Cardullo, 11 Ortolani, 12 Piccinini, 13 Arrighetti, 14 Lo Bianco, 15 Del Core, 16 Bosetti, 17 Gioli, 18 Agüero, CT: Barbolini   |
| Argento | Paesi Bassi | Formazione: 1 K. Staelens, 2 Monique Wismeijer, 3 Huurman, 4 C. Staelens, 5 De Kruijf, 6 Grothues, 8 Blom, 10 van Tienen, 11 Wensink, 12 Flier, 15 Visser, 16 Stam, CT: Selinger                   |
| Bronzo  | Polonia     | Formazione: 1 Barańska, 2 Barbachowska, 3 Wozniakowska, 4 Pykosz, 5 Bamber, 6 Bednarek, 7 Bełcik, 12 Sadurek, 13 Maj, 15 Biel, 16 Przybysz, 17 Kaczor, 18 Staniszewska, 19 Kaczorowska, CT: Matlak |
| 4       | Germania    | |
| 5       | Turchia     | |
| 6       | Russia      | |
| 7       | Serbia      | |
| 8       | Bulgaria    | |
| 9       | Spagna      | |
| 10      | Rep. Ceca   | |
| 11      | Belgio      | |
| 12      | Azerbaigian | |
| 13      | Slovacchia  | |
| 14      | Bielorussia | |
| 14      | Francia     | |
| 16      | Croazia     | |

|  | Qualificata alla Grand Champions Cup 2009 e al World Grand Prix 2010. |

|  | Qualificata al World Grand Prix 2010 e al campionato europeo 2011. |

|  |  | Qualificata al campionato europeo 2011. |

## Premi individuali
| Premio                 | Nome                | Squadra     |
| ---------------------- | ------------------- | ----------- |
| MVP                    | Manon Flier         | Paesi Bassi |
| Miglior realizzatrice  | Margareta Kozuch    | Germania    |
| Miglior attaccante     | Simona Gioli        | Italia      |
| Miglior muro           | Christiane Fürst    | Germania    |
| Miglio servizio        | Agnieszka Bednarek  | Polonia     |
| Miglior palleggiatrice | Eleonora Lo Bianco  | Italia      |
| Miglior ricevitrice    | Kerstin Tzscherlich | Germania    |
| Miglior libero         | Paola Cardullo      | Italia      |